# Ансельм Фоєрбах
Ансельм Фоєрбах (нім. Anselm Feuerbach; 12 вересня, 1829, Шпаєр — 4 січня, 1880, Венеція) — німецький художник, представник академізму.

## Ранні роки

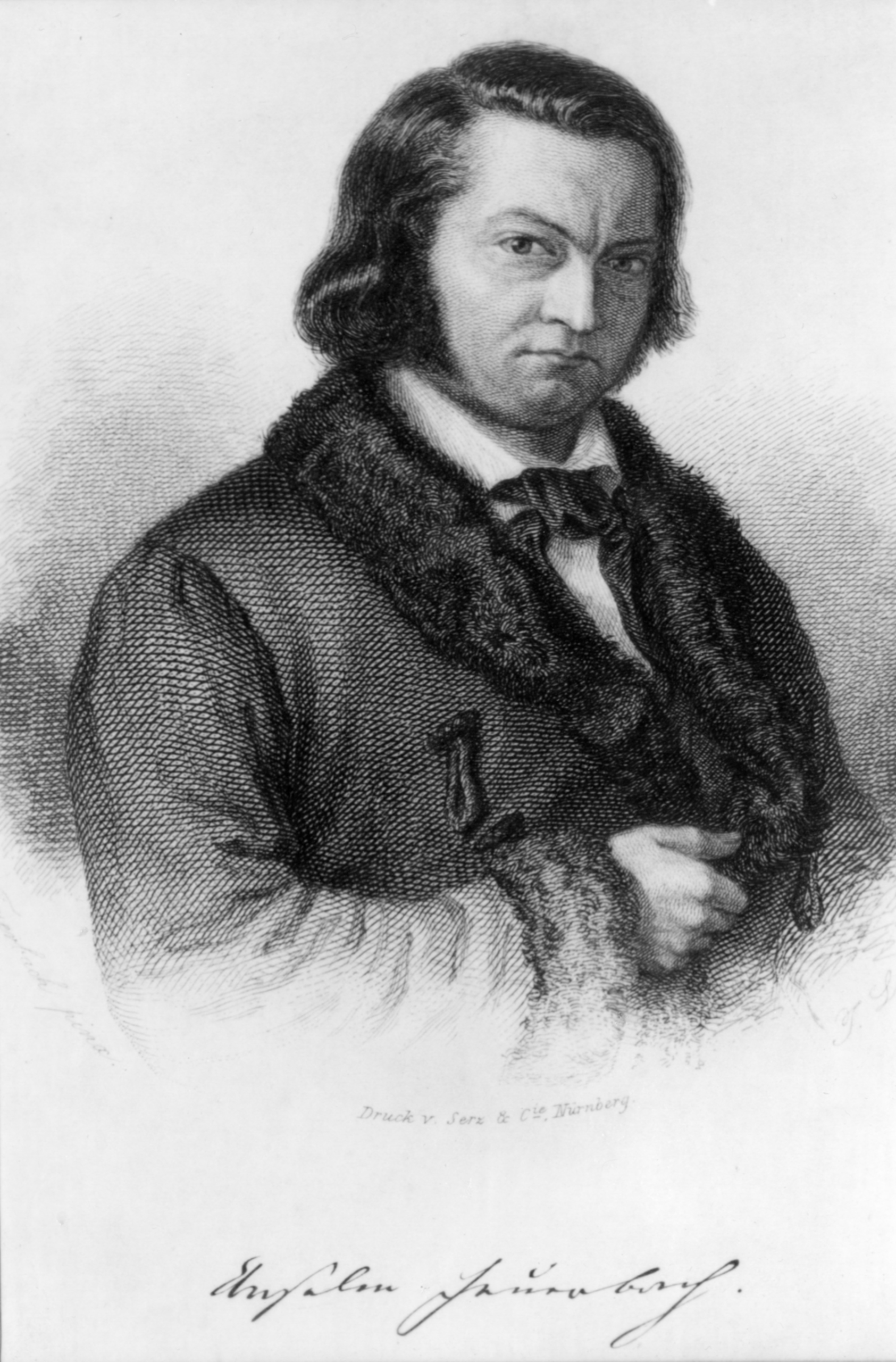
Батько художника

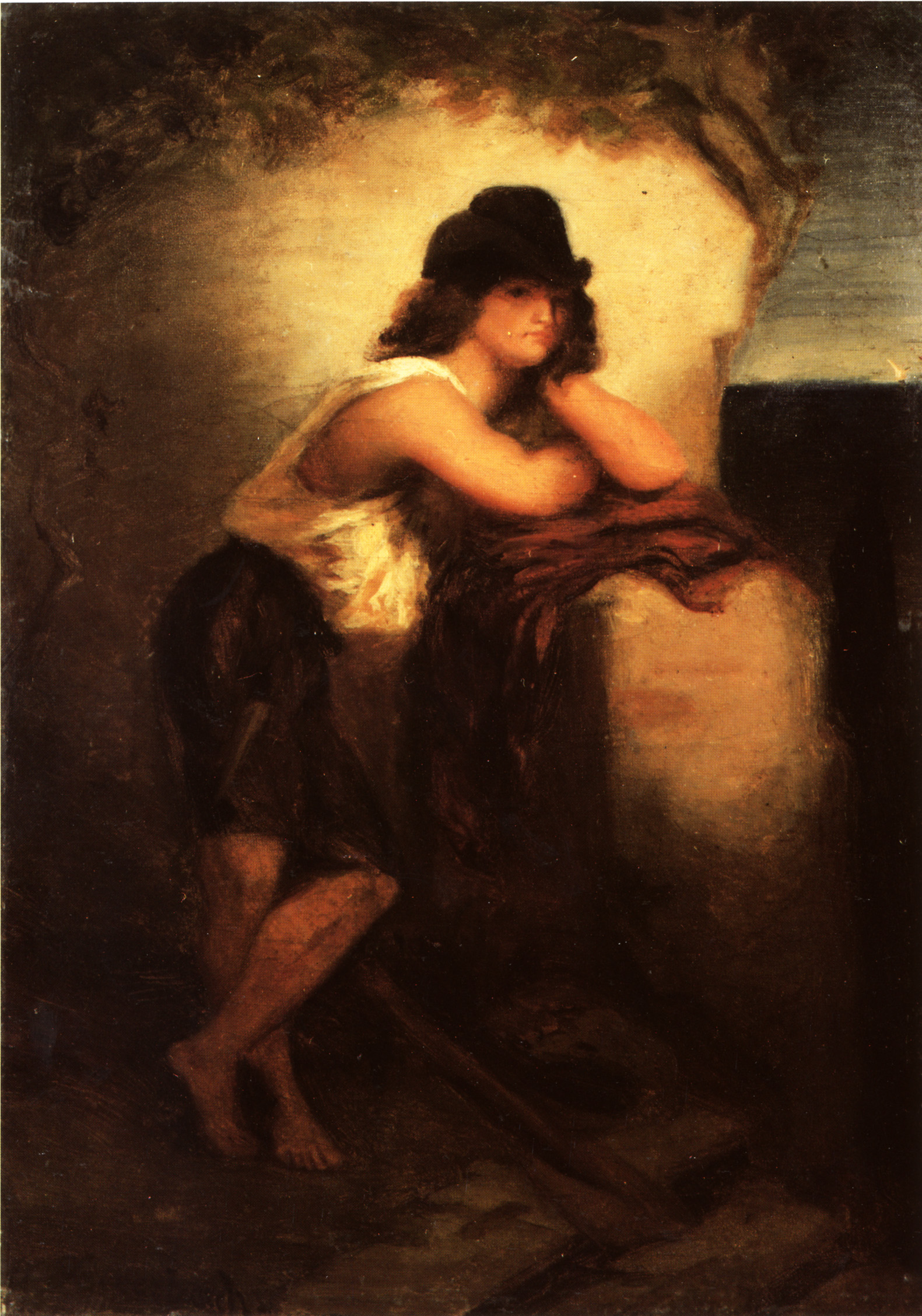
Автопортрет у віці 17 років

Ансельм Фоєрбах походив з відомої родини. Його дід Пауль Йоган Асельм фон Фоєрбах був відомим адвокатом. Батько Йозеф Ансельм Фоєрбах був археологом. Мати Амалія Керл померла вже у 1830 році. В родині вже була сестра Емілія та малих дітей забрали до себе в місто Ансбах дід та бабця.
1834 року батько узяв другий шлюб із пані Генріеттою Гайденрайх (1812—1891), котра виросла в тому самому Ансбаху й походила з родини священика. Пані Генріетта займалася літературою, давала уроки гри на фортепіано та сама грала, утримувала музичний салон, відвідувачами котрого згодом були Клара Шуман та композитор Йоганнес Брамс.

## Художня освіта
У період 1845—1848 років він навчався в Дюссельдорфській академії мистецтв. Його вчителі — Йоган Вільгельм Шірмер (1808—1863), Карл Сон (1805—1967), Вільгельм фон Шадов (1789—1862). Потім він перейшов до Мюнхенської художньої академії. Навчання в останній його не задовольнило й разом із купкою невдоволених студентів 1850 року він покинув Мюнхен. Ансельм перебрався в місто Антверпен, де вивчав твори митців фламандського бароко та проблеми колоризму (його керівник в Антверпені — Густав Ваппенрс). На цьому етапі привабливим для художника-початківця став Париж, куди він відбув 1851 року. У період 1851—1854 років від працював в майстерні художника Тома Кутюра (1815—1879). До цього періоду належить його картини «Хафіз біля фонтана» (1852 р.)

## Італійські періоди

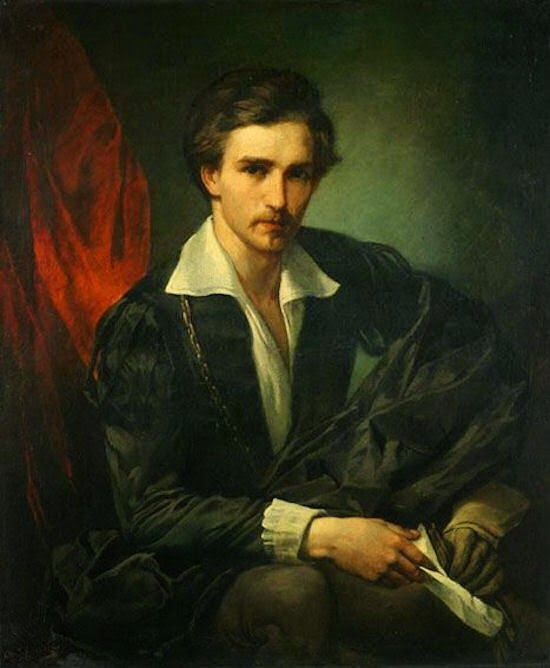
Автопортрет 1854 р.

1854 року за фінансової підтримки князя Фрідха Баденського він уперше відвідав Венецію. На нього справили сильне враження картини венеційських майстрів, особливо те, як вони вирішували проблеми колориту.
У період між 1854—1873 роками він мешкав і працював у Італії, переважно в Римі, ненадовго відвідуючи Німеччину. Є підстави вважати, що під час чергового візиту до Венеції митець захворів на сифіліс.
Ансельм Феєрабх досяг тридцятирічного віку, а все ще ходив в учнях. 1851 року помер його батько й, і без того схильний до пригніченості, художник засумував. У нього склався своєрідний жіночий ідеал у вигляді величної та сумної жінки, утіленням котрого стала мачуха, Генріетта Гайденрайх. 1861 року він зустрів Анну Різі, дружину ремісника, зовнішність котрої нагадувала зовнішність Генріетти. Чотири роки Анна Різі, котру він називав Нанна, була його моделлю та коханкою. Стосунки з Нанною не склалися та через чотири роки вона його покинула. Місце моделі для нього посіла Лючія Бруначчі, дружина корчмаря. Саме остання позувала для величної фігури Медеї в картині «Човен для Медії перед вигнанням».
1862 року художник зустрів графа Шака. Адольф Фрідрфх фон Шак замовив Ансельму копії з улюблених картин італійських майстрів, а також сприяв його знайомству з художниками Арнольдом Бекліним (1827—1901) та Гансом фон Маре (1837—1887). Трійцю цих художників згодом почали називати «Німецькі римляни» за їхню працю та перебування роками в італійському Римі.

## Спроби змагання з великими авторитетами

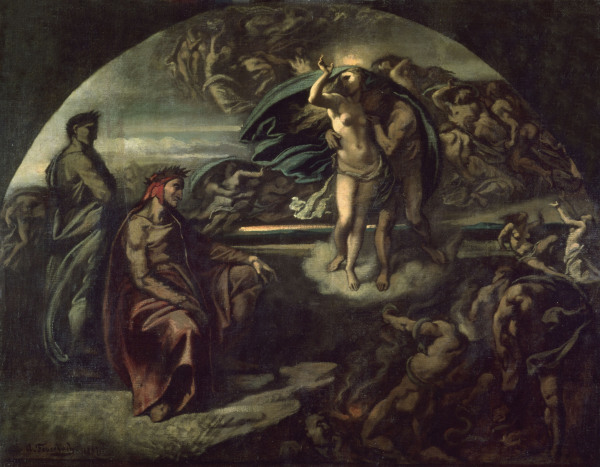
Ансельм Фоєрбах. «Данте та Вергілій у пеклі»

Перебування в Римі привело художника до спроб змагання з великими авторитетами минулого. Він створює власні варіанти цілком академічних тем, серед них «Суд Париса», «Орфей і Еврідіка», «Данте та Вергілій у пеклі». Персонажі останнього твору навіяні могутніми фігурами Мікеланджело Буонарроті.
Він робить спроби звернутися до реальності та створює низку картин із жіночою фігурою з якимось музичним інструментом, але всі вони сумні й пасивні («Весна», «Жінка з мандолиною» та інші). Удалішими були його звертання до створення пейзажів («Пейзаж із козами», «Героїчний пейзаж»). Фоєрбаха чимось зачепило одне узбережжя та він створив реалістичний краєвид «Узбережжя моря біла Порто д'Анціо», пізніше митець використає цей пейзаж у картині «Човен для Медеї перед засланням». Пейзажі роботи Фоєрбаха наближені до пейзажів настрою, котрі створював Арнольд Беклін, вони величні й похмурі, але позбавлені беклінівської таємничости й багатозначности.
Досвід вивчення творів Мікеланджело Буонарроті та Рубенса він використав ще один раз, коли створив величезний плафон для парадної зали Віденської художньої академії. Твір вийшов у стриманій необароковій стилістиці, доволі звичної для віденської авдиторії. Тим не менше «Падіння титанів» його роботи викликало нарікання та несхвальні відгуки.

## Сімпосій філософа Платона
Академічний живопис спрямовує зусилля власних представників на створення значущих або монументальних творів з античності або з Біблії. Пошуки значимої теми привели Ансельма Фоєрбаха 1869 року до теми « Сімпосій філософа Платона». Він узяв момент прибуття на сімпосій у Платона п'яного Алківіада з його прихильниками.

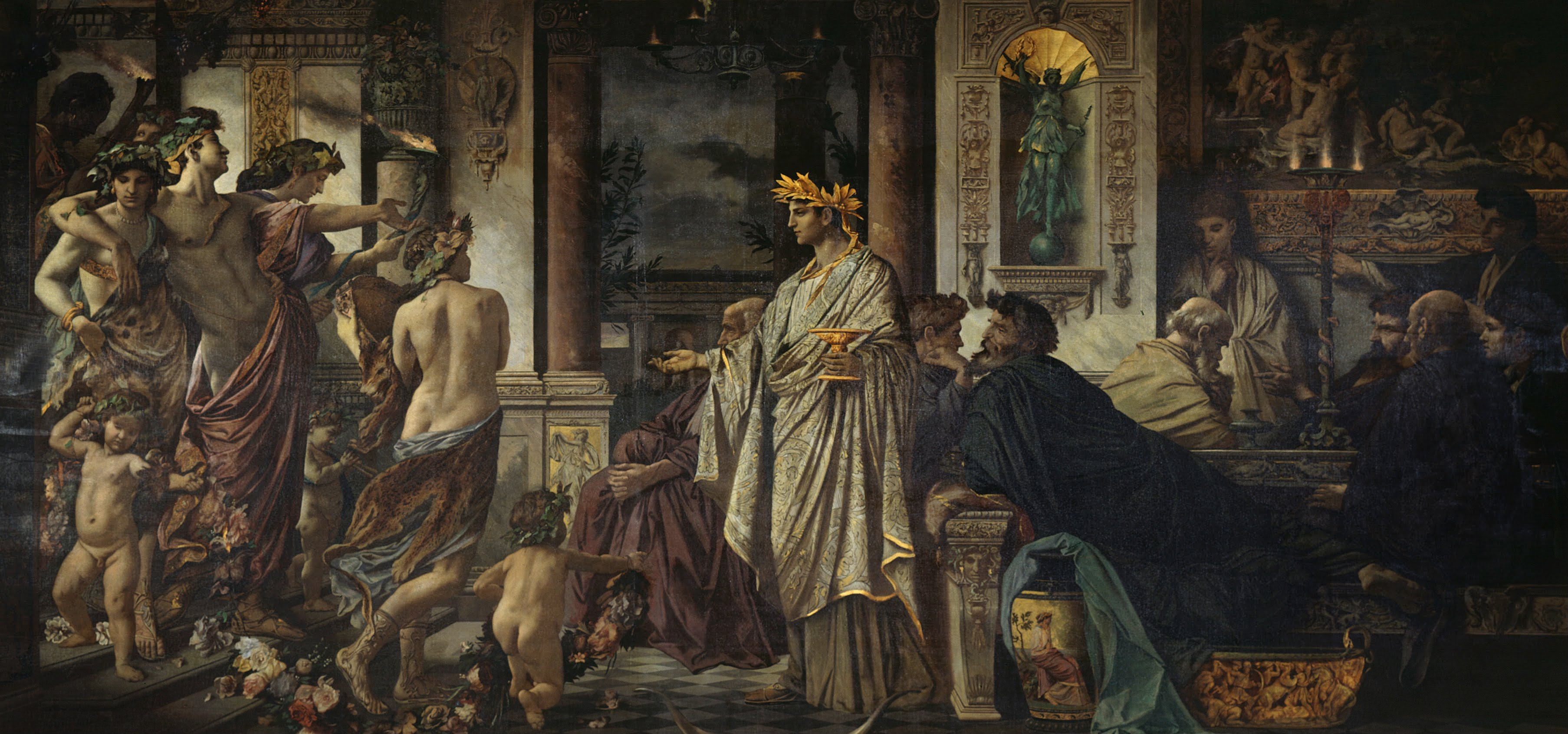
Сімпосій філософа Платона, 1874 р.

Перебування в Італії спрямувало митця на використання в картині давньоримських реалій, що було антиісторично. Розкішні стінописи помешкання, коштовний мармур на стінах та підлозі, одяг головних персонажів був узятий із реалій імператорського Риму та якоїсь вакхічної сцени, що були абсолютно неможливі для греків доби Платона (філософ Платон не був багатим, а сімпосії проводилися в доволі скромних помешканнях). Сама зустріч відбулася в скромному будинку драматурга Агатона в Афінах, де розкоші вважали неприпустимими для пересічних осіб. Але для митця-академіста створити значиму та красиву картину на античну тему було важливішим за все. Підгулялий натовп із Алківіадом на чолі в картині зустрічав Арістодем, закутаний в імператорську тогу.
У картині Фоєрбаха було поєднано врочистість зустрічі філософів, готових провести час за схвальними розмовами про бога кохання та розгульна поведінка Алківіада (через рік після сімпосія — Алківіада вишлють з Афін у заслання). Картина у Фоєрбаха вийшла холодно-академічна й надто декоративна, незважаючи на претензії на значимість.
Імперських реалій у другому варіанті картини, котру Фоєрбах творив 1874 року, ще більше (золотий посуд, золочена архітектурна ніша з крилатою богинею, золотий вінець Арістодема, розкішні ткані хламіди Алківіада та самого Арістодема). Другий варіант картини, незважаючи на майстерність виконання та розкоші, був холодно зустрітий критикою.

## Праця у Відні

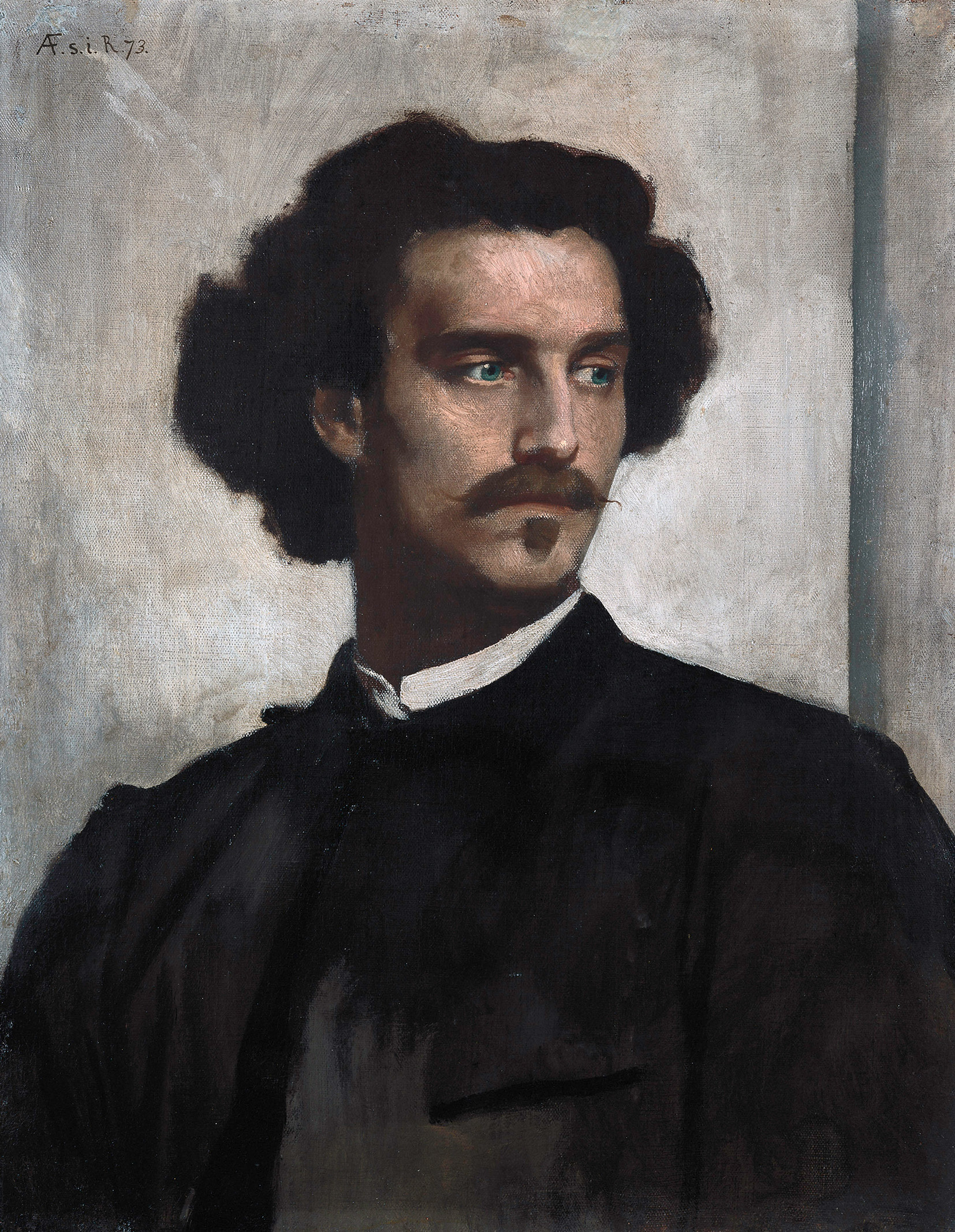
Автопортрет, 1873 р.

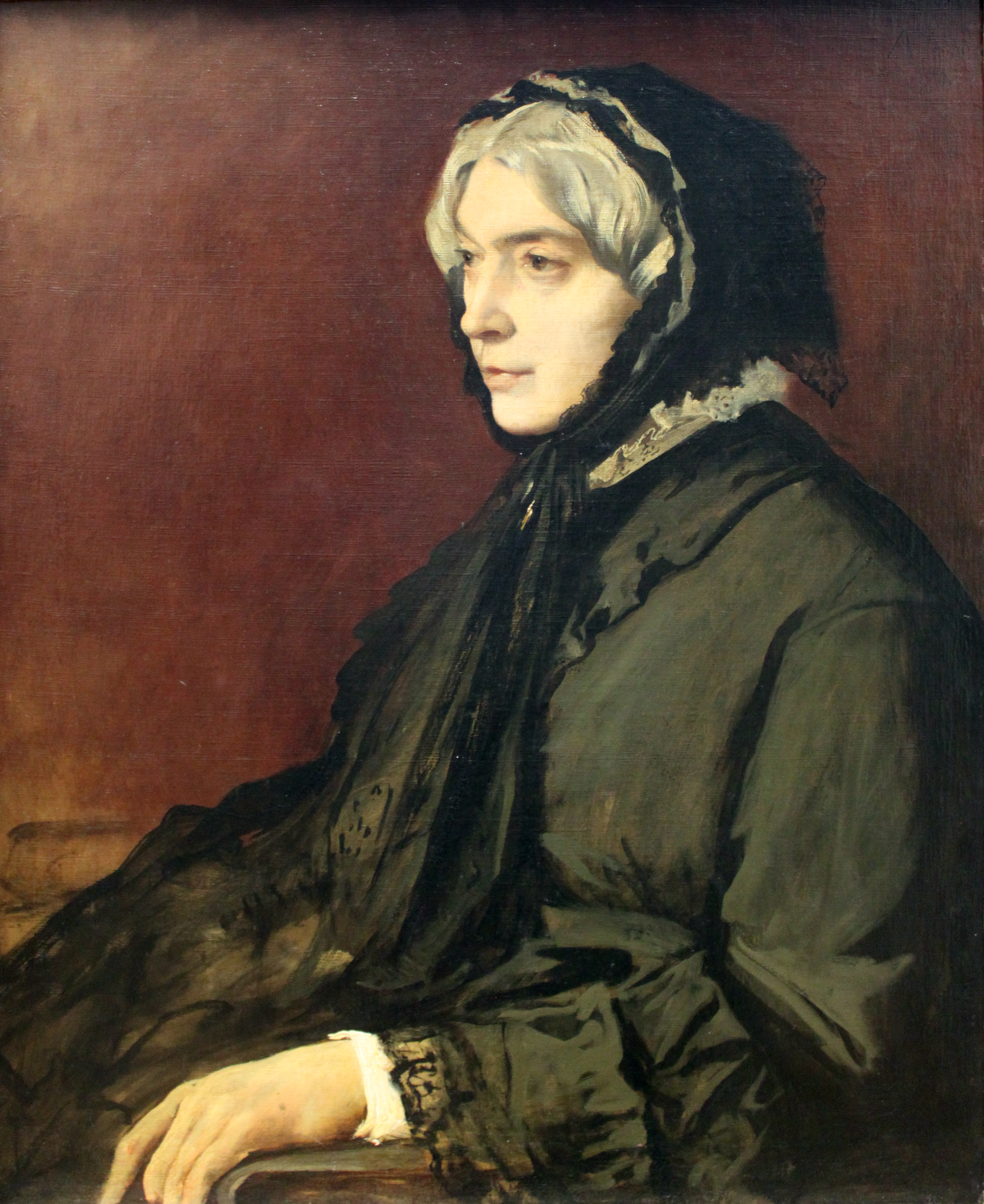
Ансельм Фоєрбах. «Генріетта Гайденрайх», 1878 р.

1872 року він прибув до Відня. Незважаючи на всі події з виставками й доволі різним сприйняттям його живопису, Ансельма запросили на посаду професора у Віденську художню академію. Призначення на посаду відбулося 7 серпня 1873 року. Викладацька діяльність художника тривала чотири роки.
Він отримав замову на великий за розмірами плафон для актової зали академії. Митець знову вибирає значущу й декоративну тему «Падіння титанів». Ансельм встиг виконати лише центральну частину запланованого плафона. Розпочалися претензії архітектора Теофіла Хансена. Тому Фоєрбах покинув працю над плафоном, котрий доведуть до закінчення лише 1892 року художники Кристіан Гріперкрль та Г. Тентшерт за його ескізами.

## Хвороба та смерть
1875 року митець практично відбув у відпустку в Італію. У березні 1876 року він захворів на пневмонію. Перебрався до мачухи в місто Гайдельберг. У червні 1876 року Фоєрбах пішов у відставку з посади професора. Помер у січні 1880 року у Венеції.
Увічненням пам'яті про художника опікувалась Генріетта Гайденрайх, котра писала про нього статті й витратилася на облаштування його персональної виставки.

## Увічнення пам'яті
Будинок, де народився майбутній художник, перетворено на невеликий музей Ансельма Фоєрбаха.

## Вибрані твори
- «Автопортрет» у віці 17 років
- «Портрет Лодовіко Аріосто», бл. 1850 р.
- «Покладання Христа в труну», 1851 р.
- «Хафіз біля фонтана», 1852 р.
- «Смерть П'єтро Аретіно»
- «Іфігенія», варіант 1862 року
- " Сад Аріосто " («Лодовіко Аріосто на віллі неподалік Феррари»), 1863 р.
- «Суд Париса»
- «Медея біля урни»
- «Медея на узбережжі» (Medea mit dem Dolche)
- «Данте та Вергілій у пеклі»
- «Старий Вергілій», 1856, Баден-Баден
- «Жінки оплакують смерть Данте»
- «Портрет сестри в блакитній сукні»
- «Портрет Лукреції Борджа» (вигаданий), 1864 р.
- «Голова Отелло» у профіль, тондо
- «Паоло та Франческа», 1864 р.
- «Мадонна з немовлям і янголами»
- «Поет біля джерела», 1866 р.
- «Узбережжя моря біла Порто д'Анціо», 1866 р.
- «Згадка про Тіволі», до 1867 р.
- «Весна» (три жінки й лютнистка), 1868 р.
- «Портрет Б'янки Капелло» (вигаданий)
- «Орфей та Евридіка»
- «Поет Хафіз у шинку»
- «Падіння титанів», плафон дла академії у Відні
- «Сімпосій у філософа Платона», до 1869 р., Карлсруе
- Човен для Медеї перед вигнанням, 1870 р. Нова пінакотека, Мюнхен
- «Скеля в Етрета, Франція»
- «Пейзаж із козами»
- Автопортрет, 1873 р.

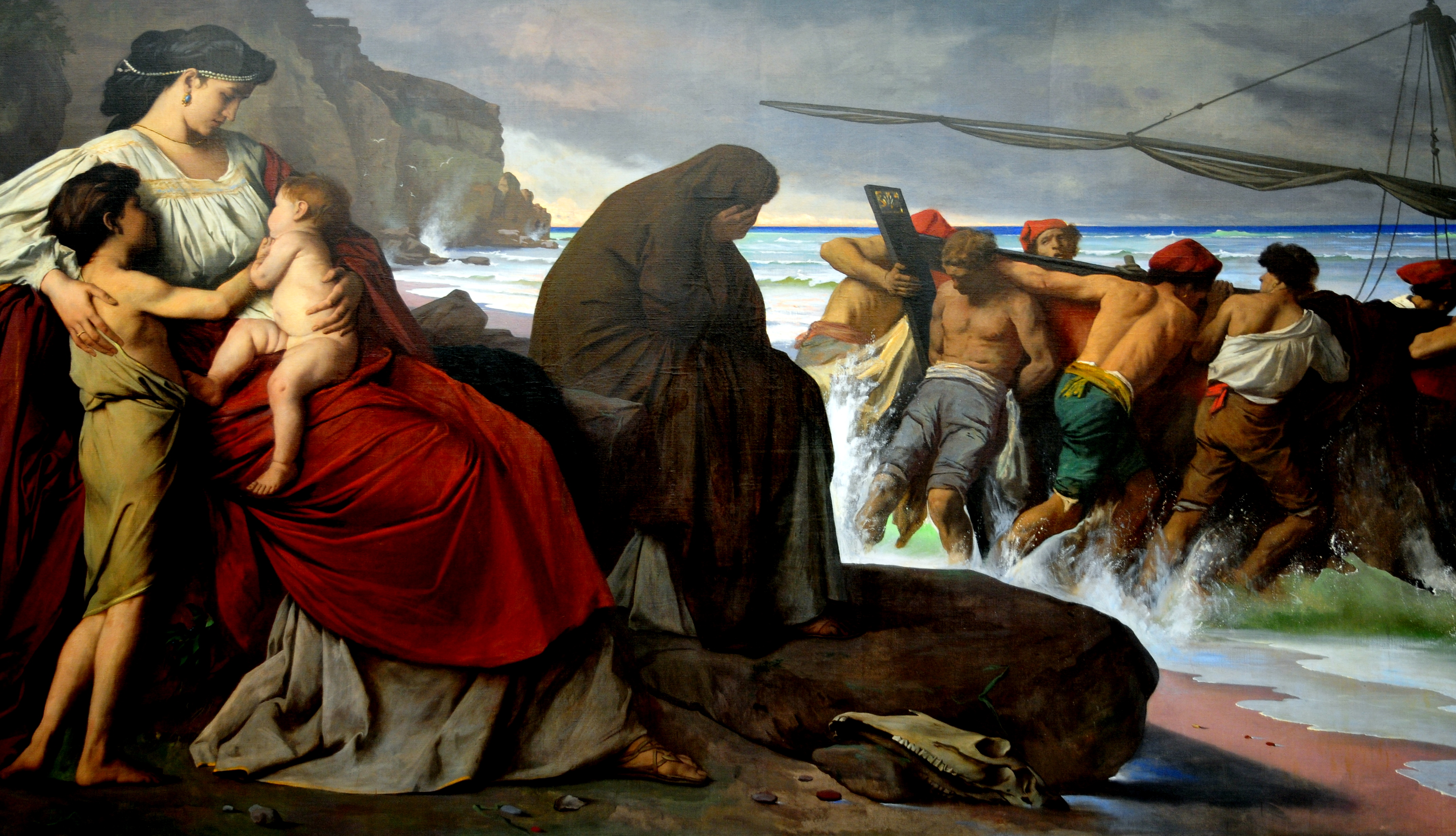
Човен для Медеї перед вигнанням, 1870 р. Нова пінакотека
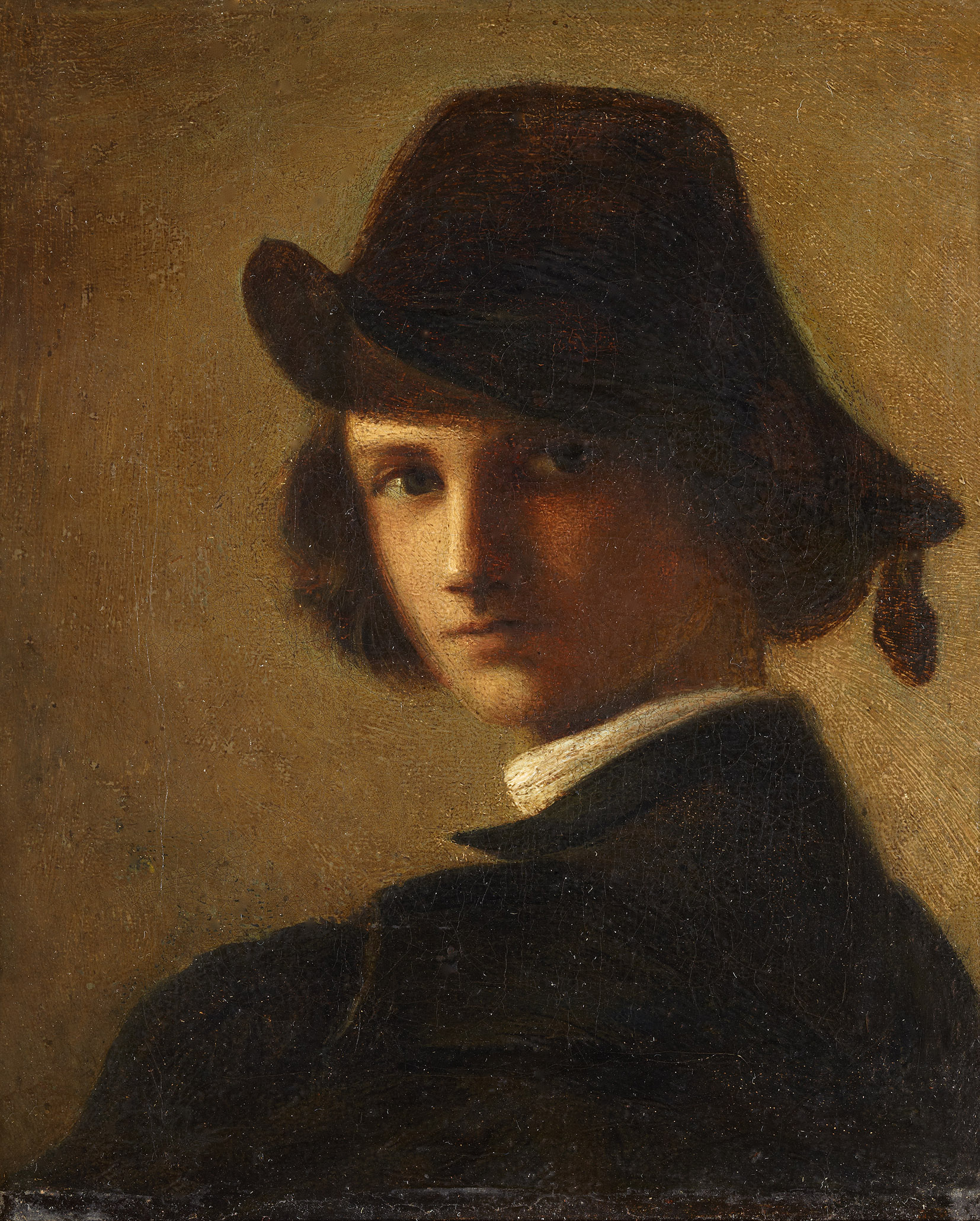
Автопортрет, 1846 р.
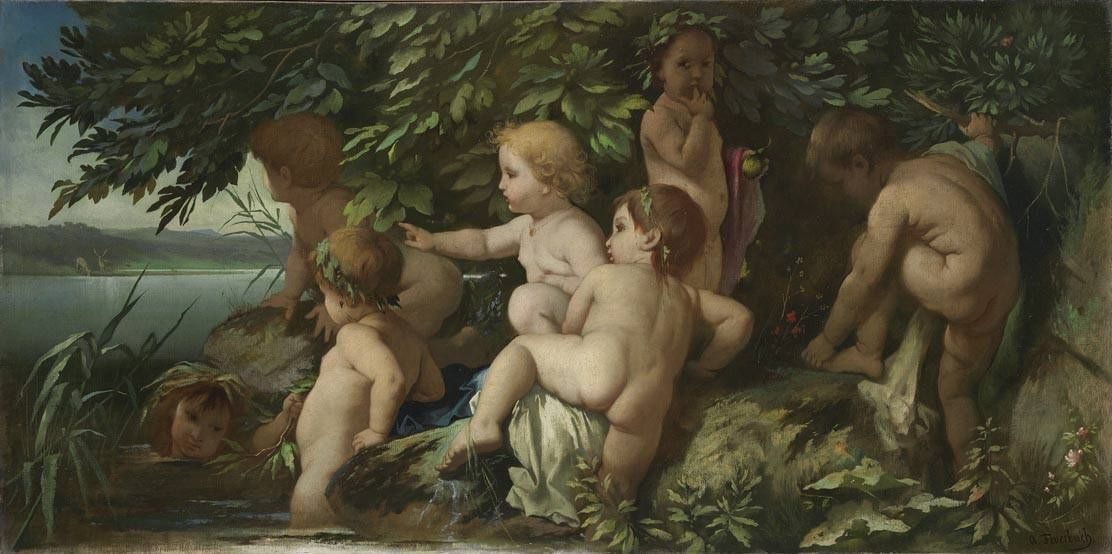
«Купання дітей»
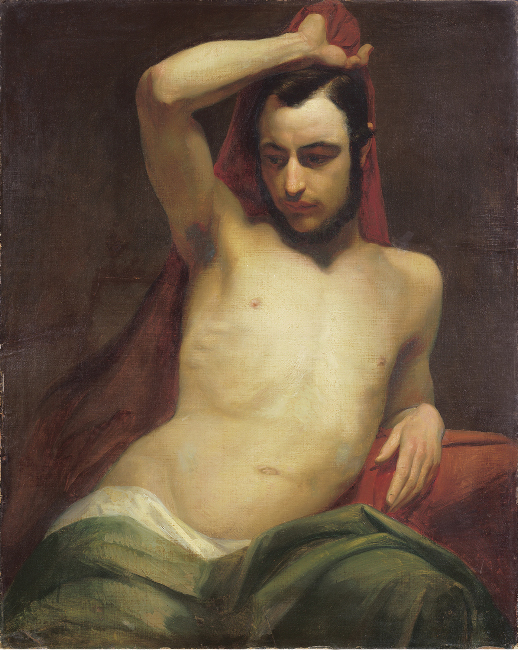
Штудія чоловічої фігури
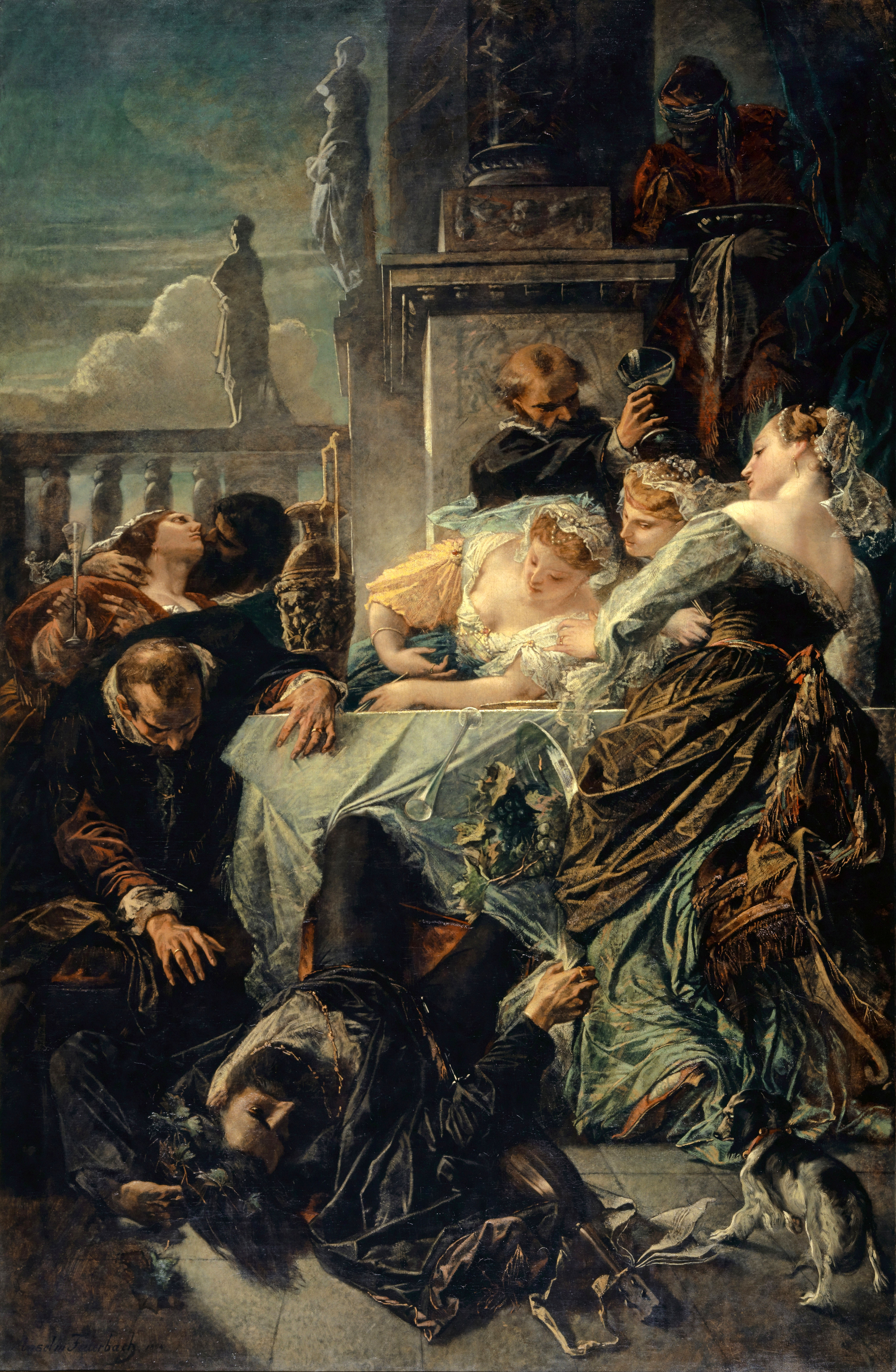
«Смерть П'єтро Аретіно»
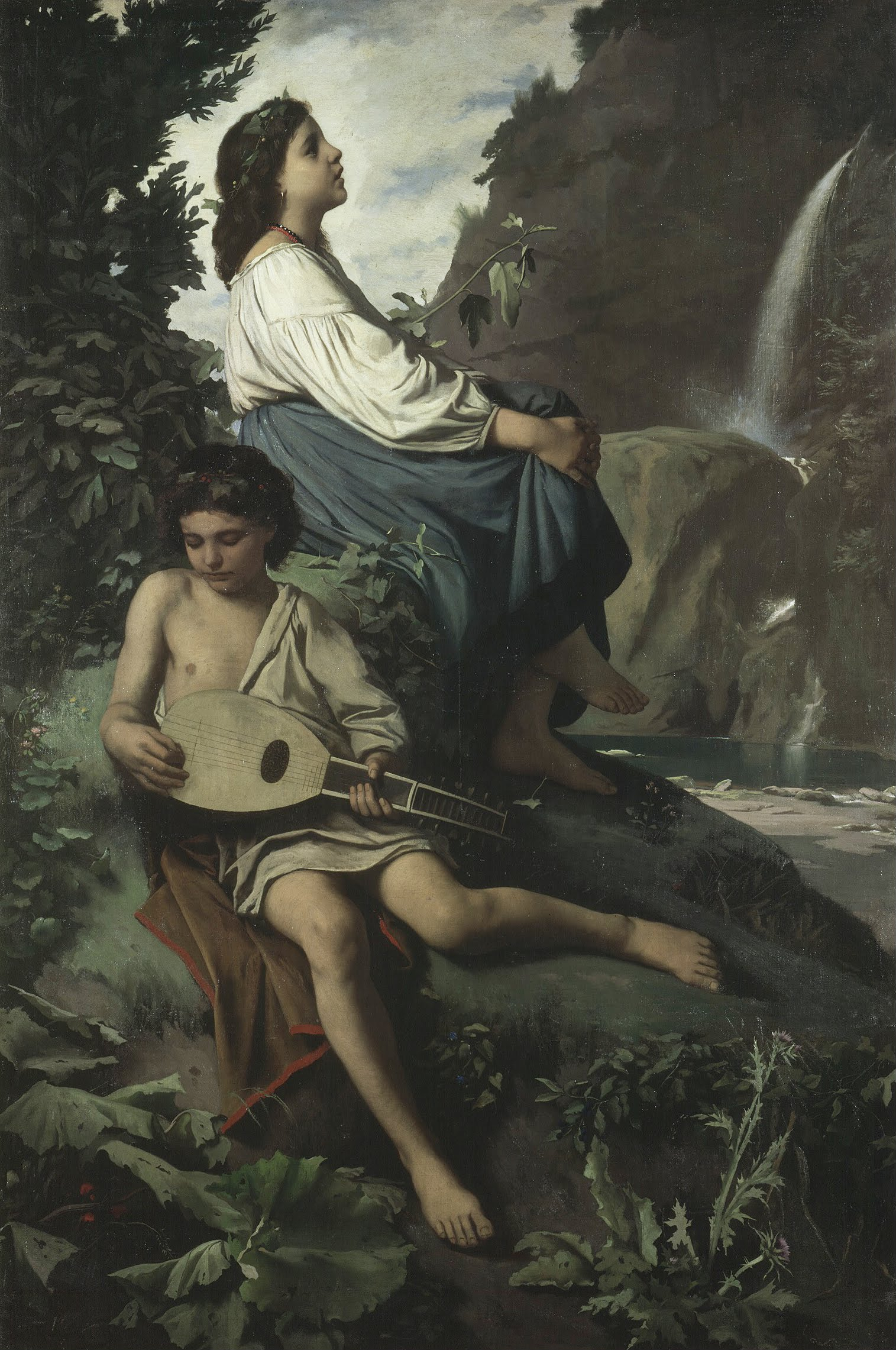
«Згадка про Тіволі», 1867 р.
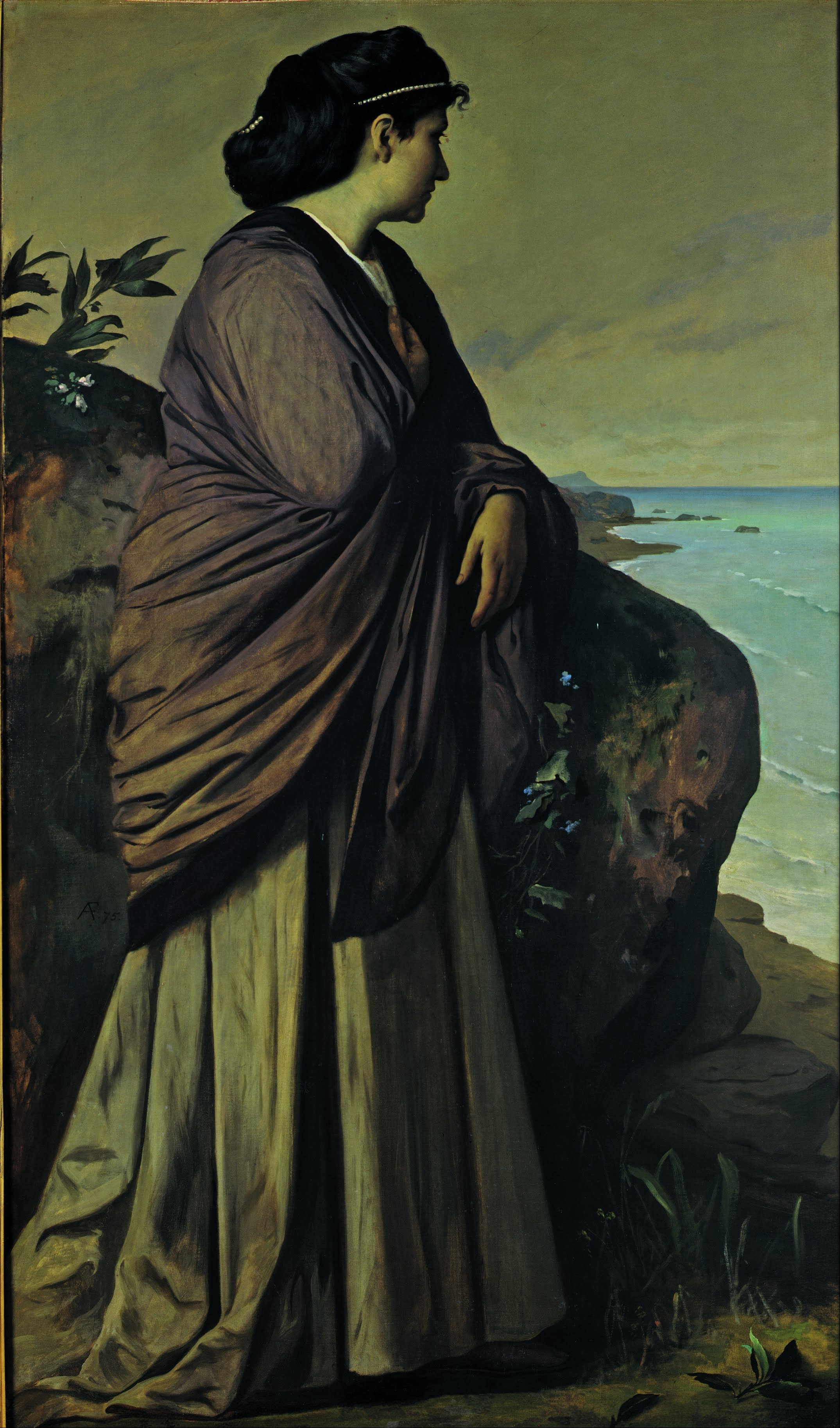
«Нова Іфігенія», 1875 р.
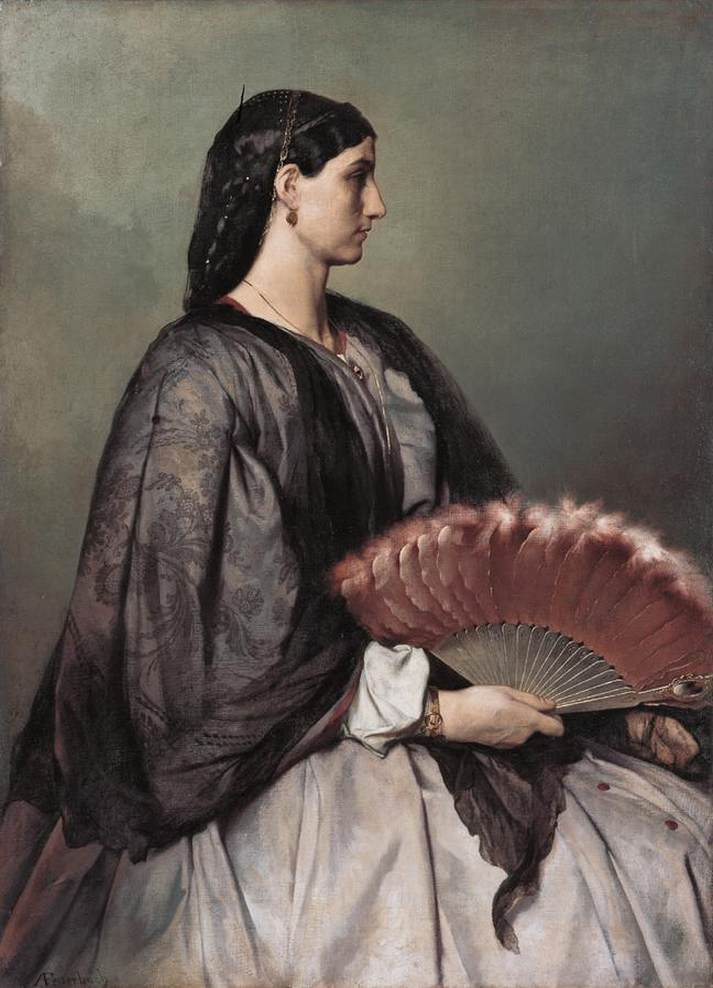
«Нанна з віялом», 1862 р.
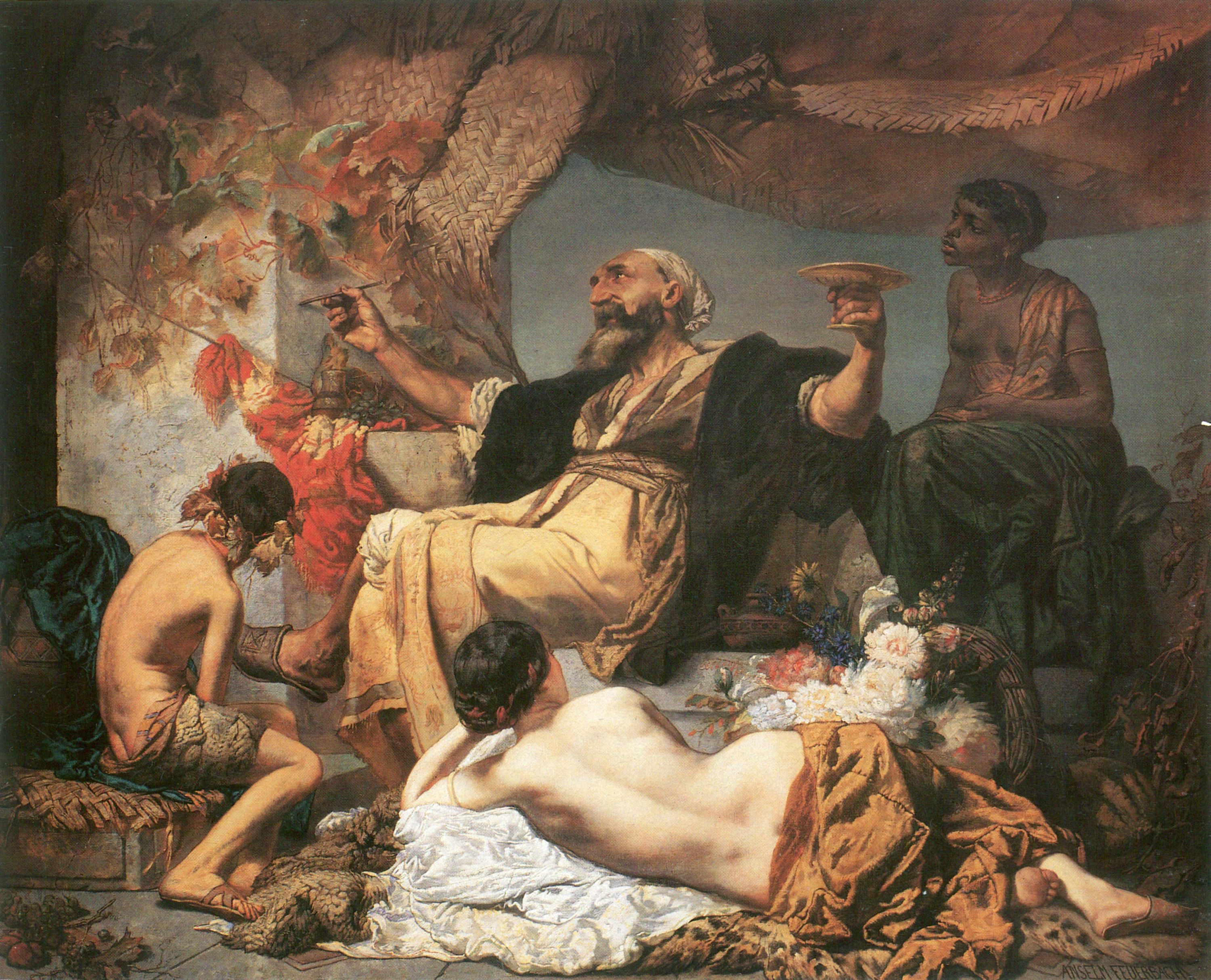
«Поет Хафіз із келихом вина в шинку», 1852 р.
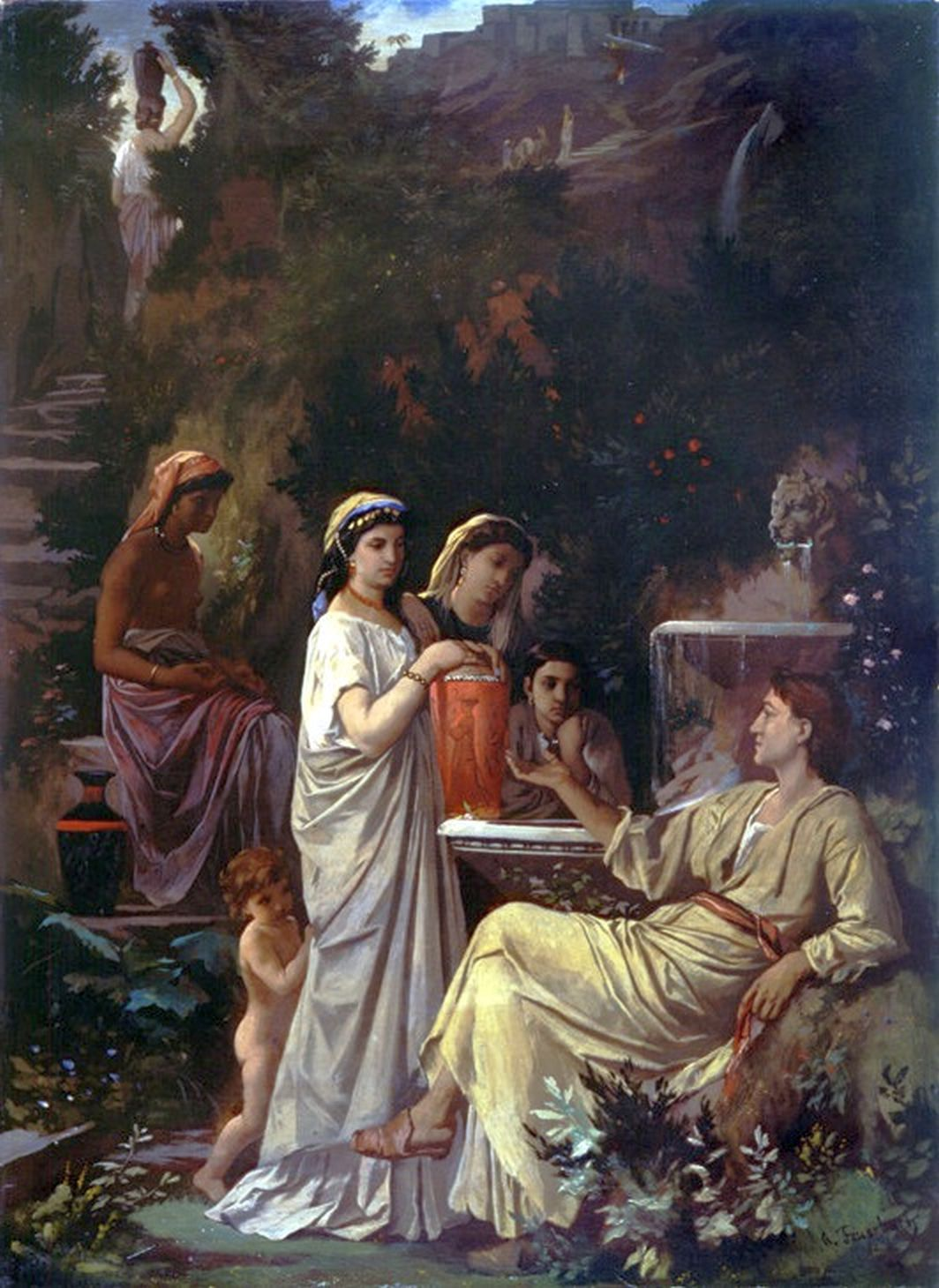
«Поет біля джерела», 1866 р.
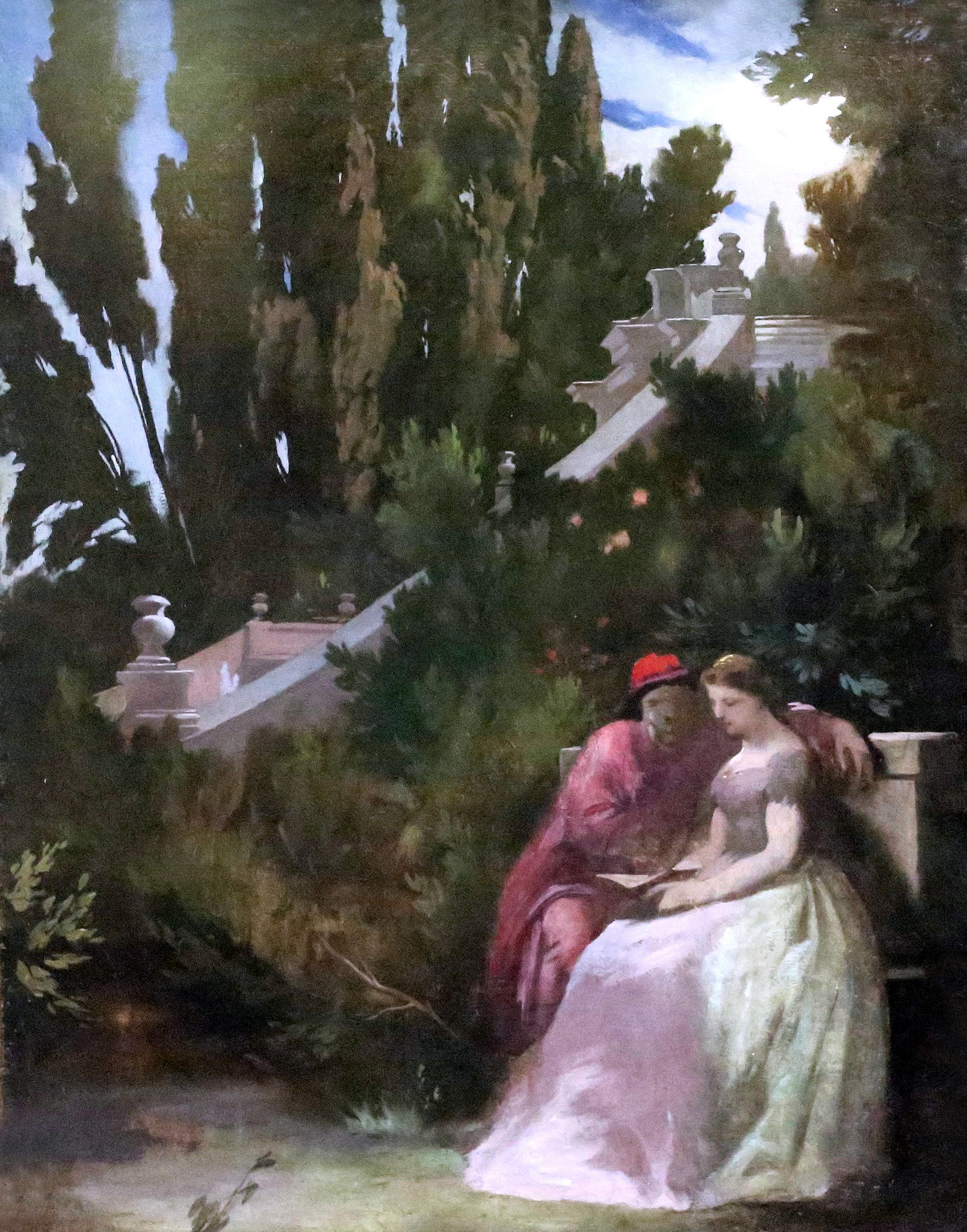
«Паоло та Франческа», варіант вз парковими терасами. Кунстгалле, Маннгейм

### Малюнки

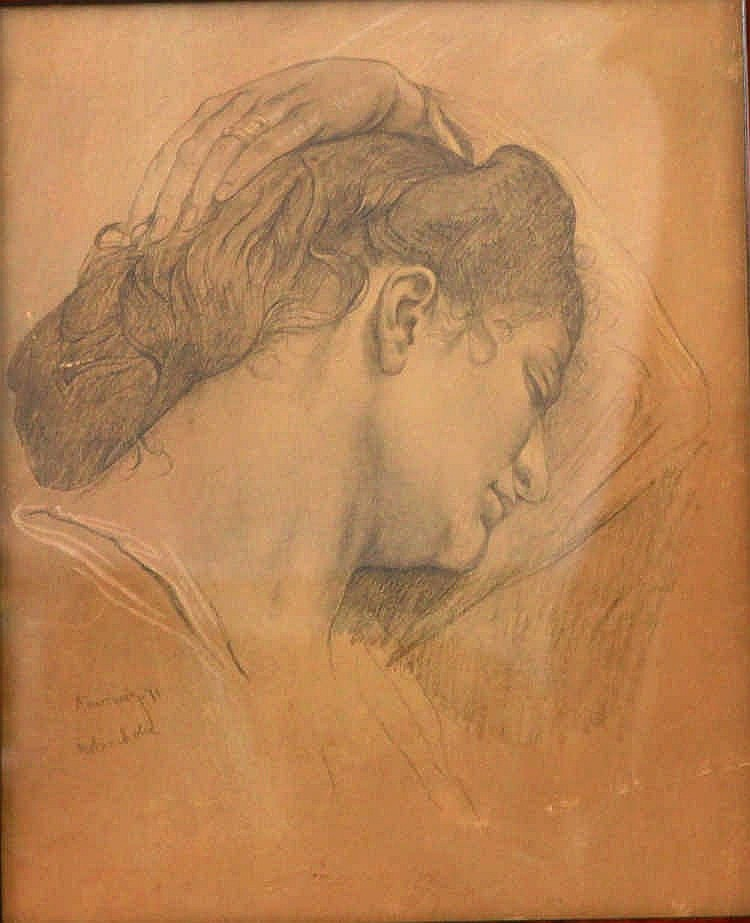
Ансельм Фоєрбах. Голова Медеї, малюнок
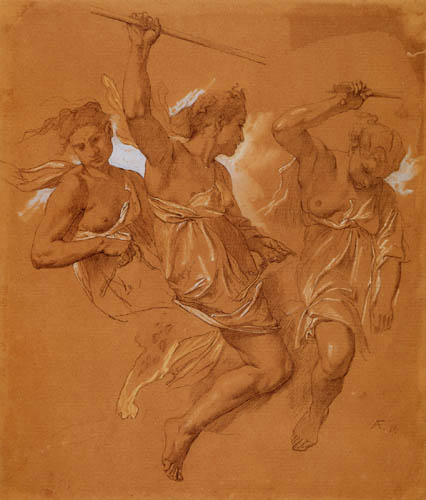
Ансельм Фоєрбах. Штудія до фігур амазонок, 1871 р.
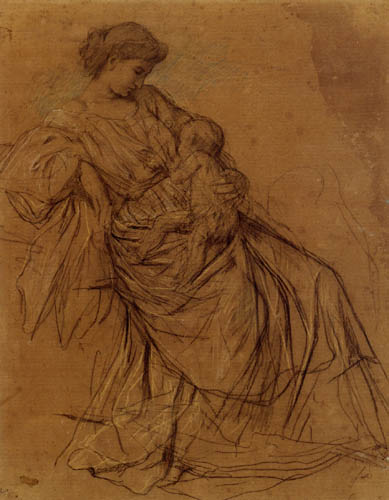
Ансельм Фоєрбах. Штудія фігури для Медаї з сином